# Nyango Star
Nyango Star (にゃんごすたー) es un yuru-chara y baterista que es la mascota de Kuroishi, Aomori, Japón. El personaje es un híbrido entre una manzana y un gato. Su nombre está inspirado en el baterista Ringo Starr. Interpretado por un intérprete anónimo, Star toca la batería de heavy metal. Los conciertos y la mercancía del personaje generan ingresos y atención para Kuroishi, una comunidad agrícola con una población en declive. Los videos de Star interpretando la canción principal de Anpanman se volvieron virales en Japón en 2019 y se convirtieron en un meme de Internet internacional al año siguiente. Es uno de los yuru-chara más famosos.

## Personaje

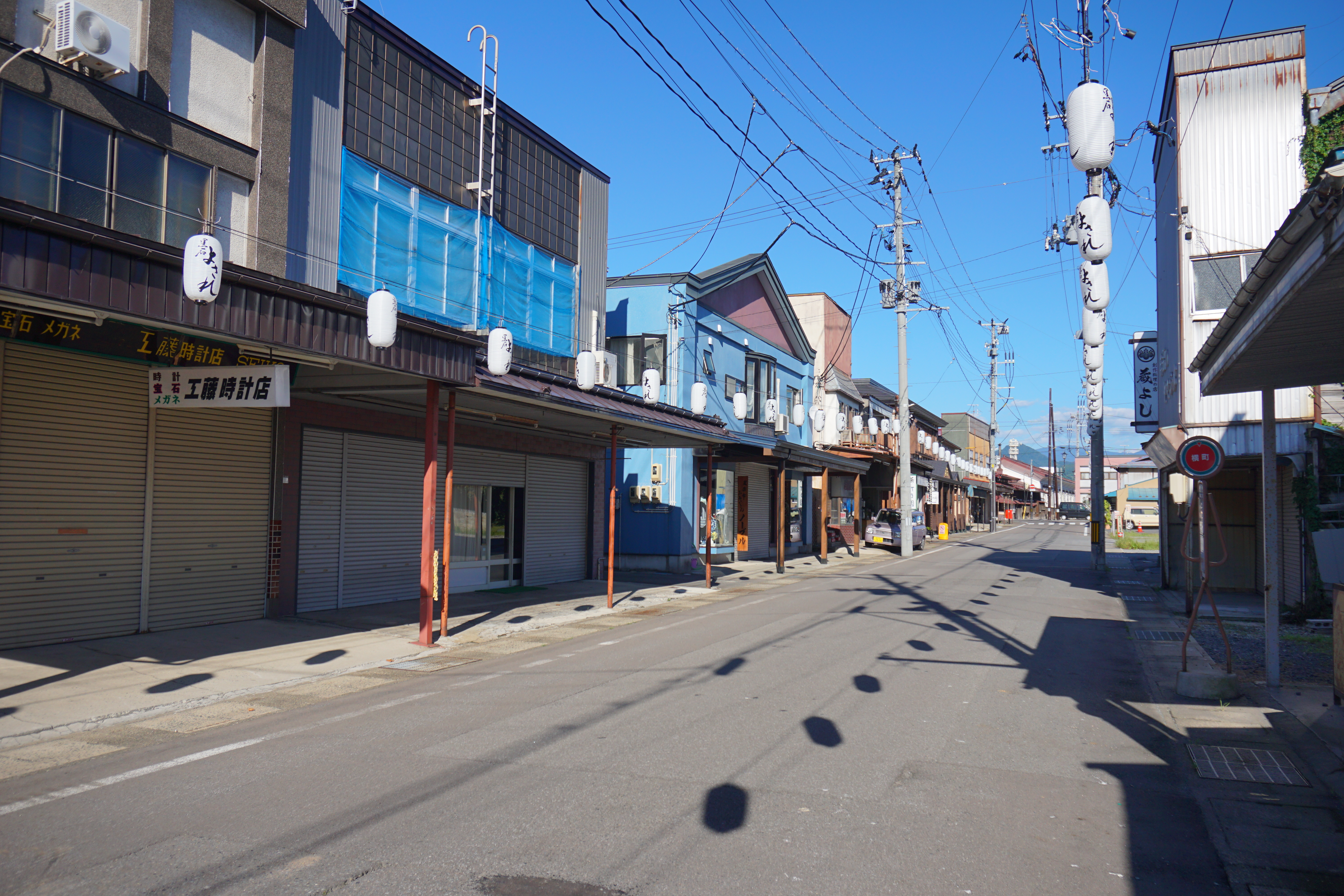
Kuroishi, Aomori, el hogar de Nyango Star.

Nyango Star es un yuru-chara, un tipo de mascota japonesa que los municipios han utilizado para aumentar el turismo. Representa a Kuroishi, una comunidad agrícola en el centro de la prefectura de Aomori, en el noreste de Japón. Kuroishi tiene una población envejecida, como gran parte de Japón, y su tasa de descenso de la población en 2019 fue el doble del promedio nacional. La región se recuperó de un gran terremoto en 2011. Las actuaciones y los productos de Star son una fuente de dinero para Kuroishi, y la atención al personaje aumenta el conocimiento del municipio.
El personaje es un monstruo híbrido entre una manzana y un gato. El diseño de la manzana está inspirado en la industria de la manzana de Aomori. Es una mascota de peluche con un diseño lindo y orientado a los niños. Su nombre combina las palabras japonesas para maullar (にゃん, nyan ) y manzana (林檎, ringo ) con el nombre del baterista Ringo Starr. En su historia ficticia, Star era un gato que murió en un huerto de manzanas y reencarnó como una manzana, y debe convertirse en un músico famoso para restaurar su forma original.
Star toca la batería en un estilo rápido de heavy metal o death metal. Realiza conciertos para niños, así como conciertos más grandes y festivales de música. Tiene un canal de YouTube en el que interpreta versiones de canciones, incluidas canciones de Slipknot, Babymetal, Linkin Park y la banda sonora de Skyrim. Ha actuado con músicos japoneses como Shō Kiryūin de la banda Golden Bomber. En 2019, el canal de YouTube de Star publicó un video de él actuando con la banda de nu metal Maximum the Hormone, tocando su canción «Shimi».
El creador del personaje actúa como Star y posee los derechos sobre él. El intérprete es anónimo, como es la norma en yuru-chara. Los productos del personaje son producidos por Being Group y han incluido una colaboración con Hello Kitty. Star ha aparecido en anuncios de productos como Pepsi, la película Bohemian Rhapsody y un yogur con sabor a manzana.

## Popularidad y recepción
Un video de Star tocando la canción principal de Anpanman se volvió viral en Twitter en marzo de 2017, recibiendo más de 90 000 retuits y 110 000 me gusta. Esto lo convirtió en una celebridad en Japón y los fanáticos le pidieron autógrafos. La actuación de Star en Anpanman se volvió viral nuevamente después de ser publicada en Twitter por el escritor musical Eric Alper en octubre de 2018, con el título: «Cuando estás sobrecalificado para el trabajo». El video se convirtió en un meme de internet y ganó fama internacional. Star y Kuroishi fueron el tema de un documental de Vice News en 2019.
Star es uno de los yuru-chara más famosos. En una encuesta de lectores realizada por Ultimate Guitar sobre los 15 mejores bateristas nuevos de la década de 2010, Star ocupó el puesto número uno, detrás de Will Ferrell en el número cero.